# Gare de Melville
La  gare de Melville dans la ville de Melville en Saskatchewan est desservie par Via Rail Canada. C'est une gare patrimoniale, sans personnel. Il y a 3 trains par semaine, dans chaque direction.

## Histoire

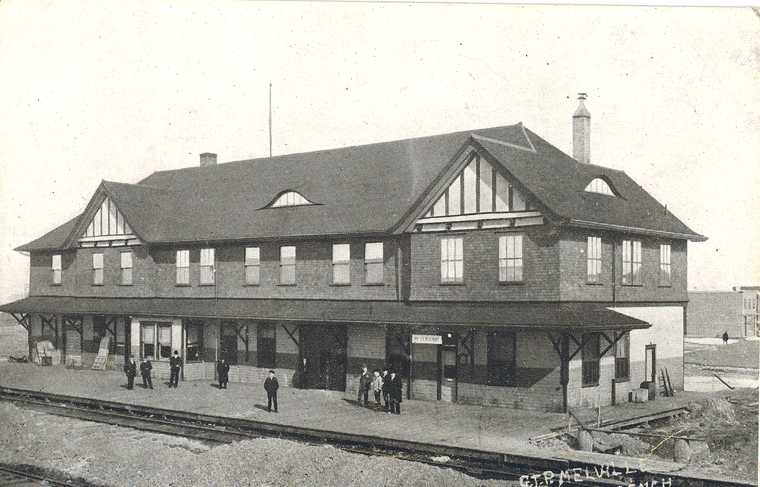
Gare de Melville, vers 1909.

Le 30 septembre 2014, l'ancien bâtiment voyageurs de 1908 a été désigné lieu historique national.